# Enewetak
Enewetak (ou Eniwetok) é um atol integrante das Ilhas Marshall, situado na região central do Oceano Pacífico, que foi usado pelos Estados Unidos como campo de testes atômicos nos anos 40 e 50 do século XX.
O atol é formado por 40 pequenas ilhas, que somam apenas 6 km² de terra sobre o mar, em volta de uma lagoa com 80 km de diâmetro. Sua população é de cerca de 820 (em 1999 ).
Visitado por menos de uma dúzia de navios até se tornar - como parte das  Ilhas Marshall – colônia da Alemanha em 1885,  Enewetak (então chamada Eniwetok) foi ocupada pelos japoneses em 1914 e colocado sob seu domínio mandatário pela Liga das Nações em 1920.
Ignorado pelo governo japonês até a II Guerra Mundial, o atol se transformou em local estratégico a partir de novembro de 1942, quando um aeroporto foi construído em uma de suas ilhas para servir de ponto de passagem e abastecimento para aviões nas rotas das Ilhas Carolinas e entre as outras ilhas das Marshall. Quando as Ilhas Gilbert foram tomadas pelos norte-americanos, uma brigada de infantaria japonesa foi enviada para defender o atol. Sem tempo útil para terminar as fortificações planejadas, Enewetak caiu frente a invasão dos marines em fevereiro de 1944 , que o capturaram após duros combates que duraram uma semana.

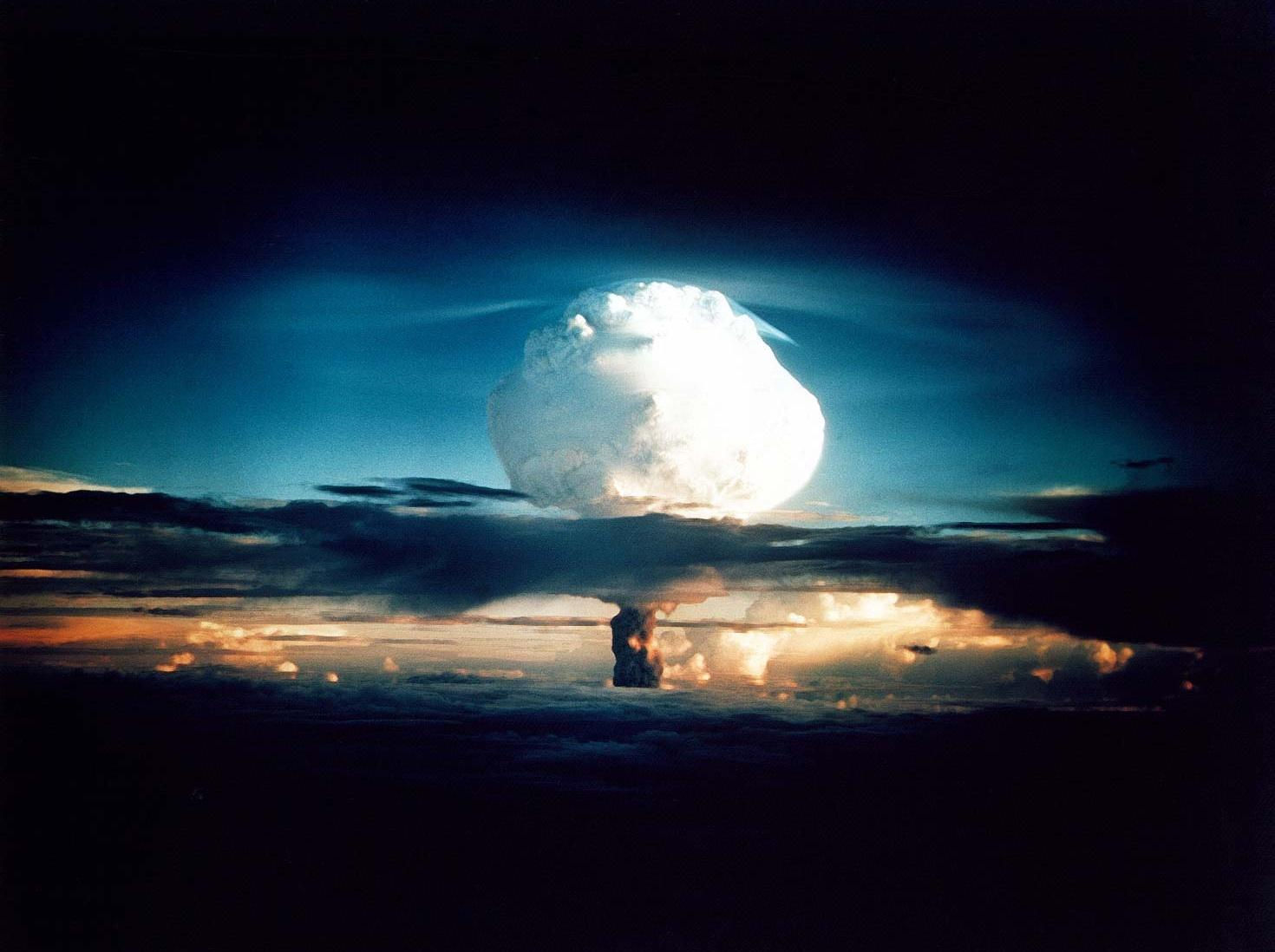
Ivy Mike, a primeira bomba de hidrogênio, explode em Enewetak. 1/11/1952.

Após a guerra, todos os nativos residentes foram evacuados do atol – muitos contra a vontade – que foi transformado num campo de testes nucleares pelos Estados Unidos. Cerca de 48 testes nucleares foram efetuados no local entre 1948 e 1958, incluindo a primeira explosão de uma bomba de hidrogênio – Ivy Mike - em 1 de novembro de1952 na ilha de Elugelab - em seu lugar ,uma cratera de de 2 km de diâmetro e 55 metros de profundidade. Vários foguetes com equipamento científico de medição radioativa foram lançados sobre a área para pesquisar as nuvens produzidas pelas explosões nucleares.
Nos anos 70, os antigos habitantes do atol começaram a retornar para Enewetak e a partir de maio de 1977 o governo dos EUA começou um programa militar de descontaminação total da área. Isto foi feito misturando cimento ao solo e a detritos contaminados, queimando-os em uma das enormes crateras provocadas pela explosão numa das ilhas da extremidade do atol. O trabalho continuou até que no local da cratera se formasse um montículo de areia e detritos misturados a cimento virgem com 8 m de altura. Tudo foi então coberto com uma capa de concreto com 40 cm de espessura. Em 1980, as autoridades anunciaram que o atol estava livre de contaminação e novamente seguro para ser habitado.
Em 2000, os habitantes nativos de Enewetak foram indenizados com 340 milhões de dólares por danos causados por perda de uso das terras, miséria, deslocamento forçado  e problemas de saúde entre a população. Esta compensação financeira não inclui a verba anual de 6 milhões de dólares, destinada pelo governo americano para programas de educação e saúde nas Ilhas Marshall.